# Ludvig Bødtcher
Ludvig Adolph Bødtcher, född 22 april 1793, död 1 oktober 1874, var en dansk poet.
Bødtcher blev student 1812 och avlade filosofisk examen 1813. Han ungdom förflöt under ett enkelt författarskap med dikter och pjäser varav endast ett fåtal finns bevarade, samt recensionsförfattande. Han ingick även en hemlig förlovning med en ung flicka som avled under deras förlovning. Han anställdes därefter på faderns önskemål vid förmyndarkammaren, en post han 1824 lämnade efter faderns död, då han fick möjlighet att leva på sitt arv. Han reste nu till Italien, där han vistades till 1835. Han tillhörde här Bertel Thorvaldsens närmaste umgänge och var den som förmådde honom att på ålderns höst valde att flytta hem till Danmark. Resten av sitt liv fortsatte Bødtcher sin anakreontiska tillvaro i Köpenhamn. Hans dikter från diktsamlingarna Digte (1856) och Sidste Digte (1875) är få till antalet, men har ansetts vara viktiga bidrag till Danmarks litteratur.
Bødtchers influenser utgick från Adam Oehlenschläger, men hämtade även influenser från antik diktning. I vissa som Mundus og Paulina märks tydliga romantiska influenser, men de flesta är mer återhållsamma, och hans lättsammare inställning till livet kan spåras i Fredensborg och Philosophen. Bødtcher skrev även moderna motsvarigheter till Horatius som Farvel til Marthes Kilde, Høstminde och Eros men utan dennes retorik, samt berättande deskriptiva dikter vanligen med italienska motiv som Nemi-dikterna, Mødet med Bacchus och En Mus i Rom.

## Utmärkelser
- Riddare av Dannebrogorden,  1873[1]

[Redigera Wikidata]